# Vila (Andorre)
Pour les articles homonymes, voir Vila.
Vila (prononcé en catalan : /ˈbiɫə/, localement : /ˈbila/) est un village d'Andorre situé dans la paroisse d'Encamp, qui comptait 1 128 habitants en 2021.

## Géographie

### Localisation
Le village de Vila se situe à une altitude de 1 320 m et surplombe la rive droite de la Valira d'Orient. Comme la plupart des villages andorrans, Vila est bâti sur un versant ensoleillé (soulane).
Vila est accessible par la route CS-210 qui constitue un embranchement de la route CG-2 toute proche. Le village se trouve ainsi à seulement 2 km d'Encamp. Après Vila la route CS-210 se poursuit jusqu'au col de Beixalís (1 795 m) duquel il est possible de redescendre vers le village d'Anyós (8 km).

### Climat
| Mois                              | jan. | fév. | mars | avril | mai  | juin | jui. | août | sep. | oct. | nov. | déc. | année |
| --------------------------------- | ---- | ---- | ---- | ----- | ---- | ---- | ---- | ---- | ---- | ---- | ---- | ---- | ----- |
| Température minimale moyenne (°C) | −2   | −1,9 | 0,1  | 1,9   | 5,6  | 9,5  | 11,9 | 11,8 | 8,6  | 5,3  | 1,3  | −1,1 | 4,2   |
| Température moyenne (°C)          | 1,7  | 2,8  | 5,4  | 6,9   | 10,8 | 15,1 | 18,2 | 17,8 | 14,3 | 10,2 | 5,2  | 2,5  | 9,3   |
| Température maximale moyenne (°C) | 5,4  | 7,3  | 10,6 | 12    | 16   | 20,7 | 24,4 | 24   | 19,9 | 14,8 | 9,2  | 6,1  | 14,2  |
| Précipitations (mm)               | 56,4 | 30,8 | 42,9 | 76,3  | 96,6 | 88,1 | 65   | 83,5 | 84,8 | 81   | 85,4 | 67,2 | 858,8 |

## Patrimoine

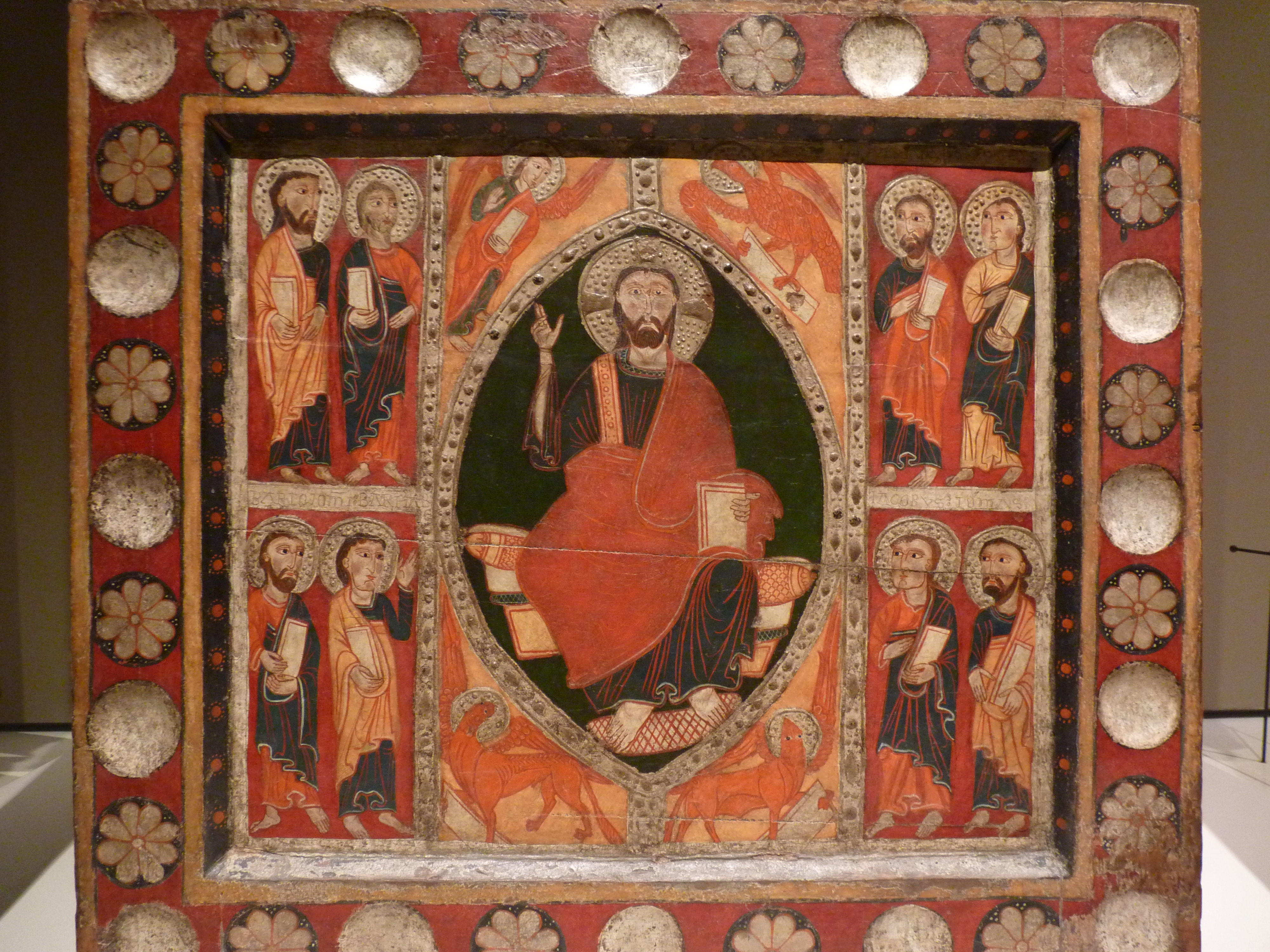
Antependium de Sant Romà de Vila exposé à Barcelone.

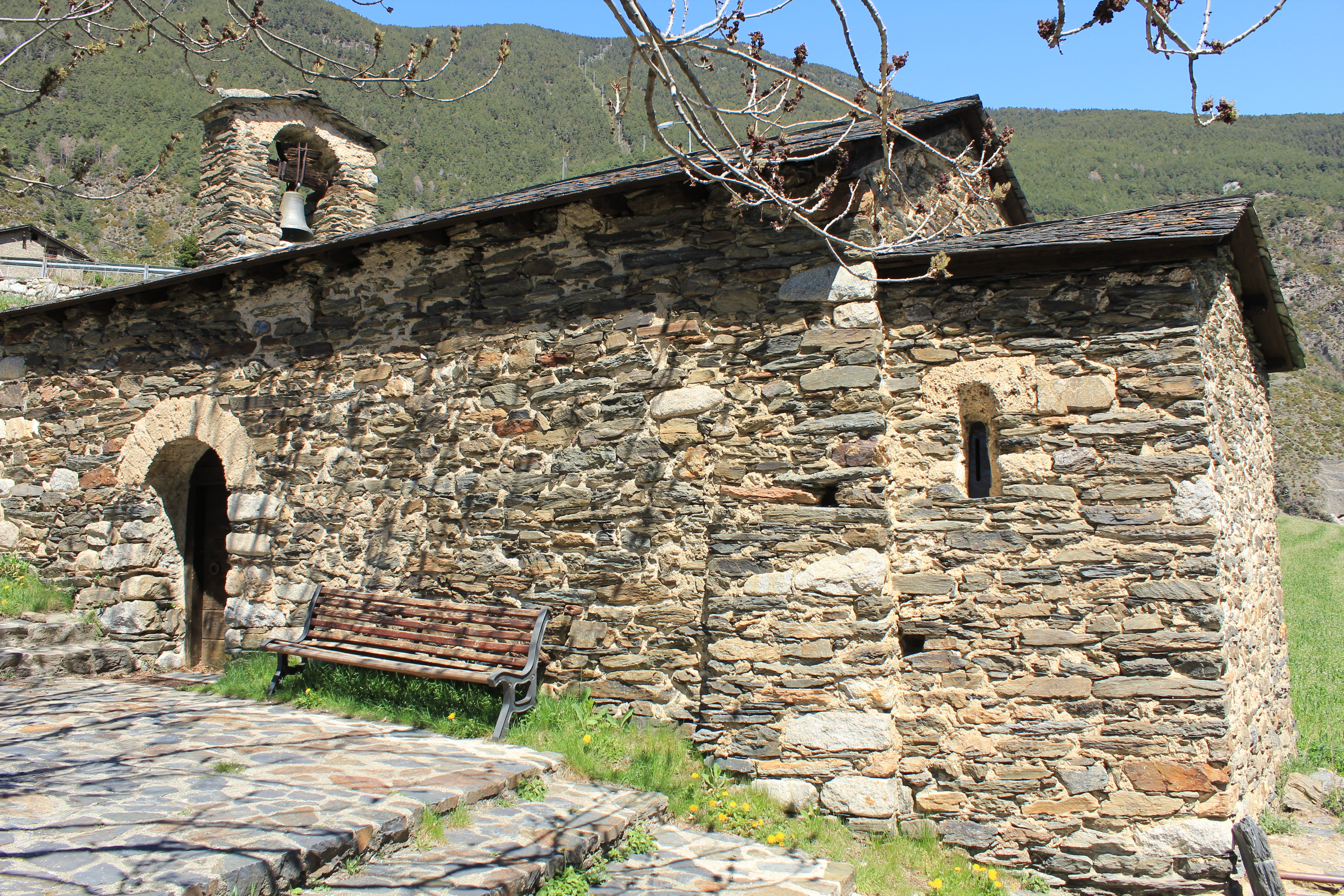
Sant Romà de Vila

- L'église Sant Romà de Vila se trouve dans le village. Église romane de plan rectangulaire et comportant un clocher-mur, elle abritait un autel constituant l'unique exemple de peinture romane sur bois du pays. L'original est aujourd'hui exposé au musée national d'art de Catalogne à Barcelone tandis qu'une reproduction a été placée dans l'église[7]. L'autel peint tout comme la construction de l'église ont été datées du XIIIe siècle[8].
- Le site archéologique du Roc de l'Oral se trouve au dessus du village de Vila[5],[9]. Occupé de la fin de l'âge du bronze jusqu'au Ier siècle[10], il est l'un des plus importants sites andorrans de la période ibéro-romaine[11]. Les caractéristiques topographiques du lieu sont très différentes de celles des sites andorrans plus anciens. Le rocher semble avoir été choisi comme site d'occupation en raison de ses possibilités défensives[10]. Cette démarche est néanmoins typique de l'époque comme en témoigne l'apparition concomitante de deux sites andorrans semblables : Antuix (village d'Engordany) et Enclar[10]. Un phénomène identique a également été noté en Gaule ainsi que dans le reste de la péninsule ibérique[11]. Il convient de noter que l'occupation de sites à vocation défensive peut être interprétée comme un marqueur d'instabilité sociale. Le Roc de l'Oral nous a livré des pendentifs (dont une amulette en forme de pied[12]), des objets en bronze ainsi que des céramiques romaines et ibèriques[9],[10]. Son abandon au début de notre ère, contemporain de celui du site d'Antuix, témoigne vraisemblablement d'un contexte social plus apaisé au sein du territoire andorran[10].
- La Balma del Llunci est un second site archéologique localisé à proximité du village de Vila[11], au pied du Roc de l'Oral[11],[13]. Celui-ci correspond à un abri sous roche s'étendant sur une longueur d'environ 20 m[13] au sein duquel ont été découvertes en 1987 des gravures rupestres par les archéologues Ramon Viñas et Josep M. Puig[14]. Quelques fragments de céramique sans décoration ont également été retrouvés[11]. Le site semble avoir été occupé au cours de l'âge du bronze[11]. Il s'agit d'une zone archéologique protégée depuis le 16 juillet 2003[13].

## Démographie
La population de Vila était estimée en 1838 à 40 habitants et à 60 habitants en 1875.

### Époque contemporaine
| 1984 | 1985 | 1986 | 1987 | 1988 | 1989 | 1990 | 1991 | 1992 |
| ---- | ---- | ---- | ---- | ---- | ---- | ---- | ---- | ---- |
| 55   | 67   | 68   | 79   | 84   | 102  | 144  | 157  | 175  |

| 1993 | 1994 | 1995 | 1996 | 1997 | 1998 | 1999 | 2000 | 2001 |
| ---- | ---- | ---- | ---- | ---- | ---- | ---- | ---- | ---- |
| 188  | 203  | 256  | 289  | 388  | 530  | 625  | 669  | 703  |

| 2002 | 2003 | 2004 | 2005 | 2006  | 2007  | 2008  | 2009  | 2010  |
| ---- | ---- | ---- | ---- | ----- | ----- | ----- | ----- | ----- |
| 807  | 868  | 892  | 962  | 1 017 | 1 083 | 1 148 | 1 184 | 1 260 |

| 2011  | 2012  | 2013  | 2014  | 2015  | 2016  | 2017  | 2018  | 2019  |
| ----- | ----- | ----- | ----- | ----- | ----- | ----- | ----- | ----- |
| 1 240 | 1 037 | 1 029 | 1 039 | 1 062 | 1 030 | 1 039 | 1 085 | 1 100 |

| 2020  | 2021  | - | - | - | - | - | - | - |
| ----- | ----- | - | - | - | - | - | - | - |
| 1 113 | 1 128 | - | - | - | - | - | - | - |